# Sporzon Pál (tanár, 1831–1917)
Sporzon Pál (Galgóc, 1831. január 12. – Magyaróvár, 1917. március 27.) gazdasági akadémiai tanár. ifj. Sporzon Pál apja.

## Élete
Apja uradalmi központi számvevő volt. Nagyszombatban befejezett gymnasiumi tanulmányai után a Pozsonyi Jogakadémia hallgatója volt, majd a bécsi egyetemen hallgatott jogot és bölcsészetet. Gyengélkedő egészsége miatt azonban a jogi pályát a mezőgazdaságival cserélte fel, 1854 és 1856 között elvégezte a Magyaróvári Császári és Királyi Gazdasági Felsőbb Tanintézetet. 
Pálffy grófnál Pozsony vármegyében, majd Biedermann Baranya vármegyei birtokán vállalt gazdatiszti állást. Ez időben a budai József-ipartanodából alakított polytechnikumon gazdasági és erdészeti tanszék állíttatván, erre 1858-ban Sporzon nevezték ki. Ez időtől fogva serény irodalmi tevékenységet fejtett ki, így kegtevékenyebb gazdasági szakíróink közé tartozik. 1866-67-ben szerkesztette az Erdészeti és Gazdasági Lapok Közlönyét. Az alkotmányos kormány a hazai gazdasági szakoktatás vezetését átvevén, 1867-ben a keszthelyi gazdasági tanintézet igazgatójává nevezte ki. 
Keszthelyről 1874-ben az akadémiai rangra emelt magyaróvári intézethez helyezték át a mezőgazdasági üzemtan és erdészettan tanszékre. 1881-ben jelent meg Magyaróváron Mezőgazdasági üzlettan tudományos és gyakorlati alapon című munkája. Utolsó nagy műve 1885-ben a tankönyvül elfogadott Gazdasági becsléstan volt. 
Sporzon Pál 1890. évi nyugdíjazásáig töltötte be állását. 1917. március 27-én hunyt el Magyaróváron, az óvári temetőben síremléke ma is áll.

## Munkái
- Az okszerű juhtenyésztés elvei. Mentzl W. után. Buda, 1864.
- Gazdasági talajisme, vagyis a termőföld eredete, minősége, ereje, nemei s osztályai, bevezetéssel a növényélettanba. Uo. 1865.
- Jelentés a gazdasági szakképzés állásáról 1867-ben. Pest, 1868. (Kodolányi Antallal együtt).
- A hazai gazdasági tanintézetek szervezetének kérdéséhez. Uo. 1869.
- Az okszerű talajmívelés elvei és szabályai tanulók és gyakorló gazdák számára. Uo. 1871.
- Emlékirat a hazai gazdasági tanügy tárgyában. Keszthely, 1874.
- A keszthelyi gazdasági felsőbb tanintézet jövője. Uo. 1874.
- Mit tegyen a magyar gazda a szárazság ellen? Nézetek és tanácsok a csatornázás, faültetés s egyéb az aszály enyhítésére szolgáló eszközlések tárgyában. M.-Óvár, 1875.
- Gazdasági olvasmányok minden rendű gyakorló és tanuló gazdák számára. Bpest, 1877. (Ébner Sándorral együtt. 2. olcsó kiadás. Uo. 1880.).
- A gazda, kertész és erdész leghasznosabb barátai az állatok között. Uo. 1878. (Ebner Sándorral együtt. Falusi Könyvtár 25.).
- Mezőgazdasági üzemtan tudományos és gyakorlati alapon. M.-Óvár, 1881. (2. jav. k. Pozsony, 3. k. Bpest, 1890.).
- Gazdasági Káté. A növénytermelés és állattenyésztés legfontosabb szabályai a kérdések és feleletekben. Ed. Teisserenc de Bort «petit questionnaire agricole» cz. művének 4. kiadása nyomán. M.-Óvár, 1882. (Ebner Sándorral együtt, 2. bőv. és jav. kiadás. Uo. 1884. és 1890.).
- Egyszerű és kettős gazdasági számviteltan alapvonalai. Pozsony, 1883. (2. jav. kiadás. Uo. 1889. és 1890.).
- Gazdasági becsléstan. Vezérfonal szántóföldek, rétek, szőlők sat. értékbecslésénél. M.-Óvár, 1885. és 1891.

Szerkesztette az Erdészeti és Gazdasági Lapokat 1866-67-ben Pesten; az általa Keszthelyen 1872-ben alapított és 1874-ben Magyaróvárra vitt Gyakorlati Mezőgazda c. szaklapnak 16 évig szerkesztő-kiadója volt és szerkesztette a Falusi Gazda Naptárának XV-XXII. évf. 1876-1883.